# American Falls (Idaho)
American Falls es una ciudad ubicada en el condado de Power en el estado estadounidense de Idaho. En el año 2010 tenía una población de 4.457 habitantes y una densidad poblacional de 1.114,25 personas por km². Se encuentra sobre el curso medio-alto del río Snake, el principal afluente del río Columbia.

## Geografía

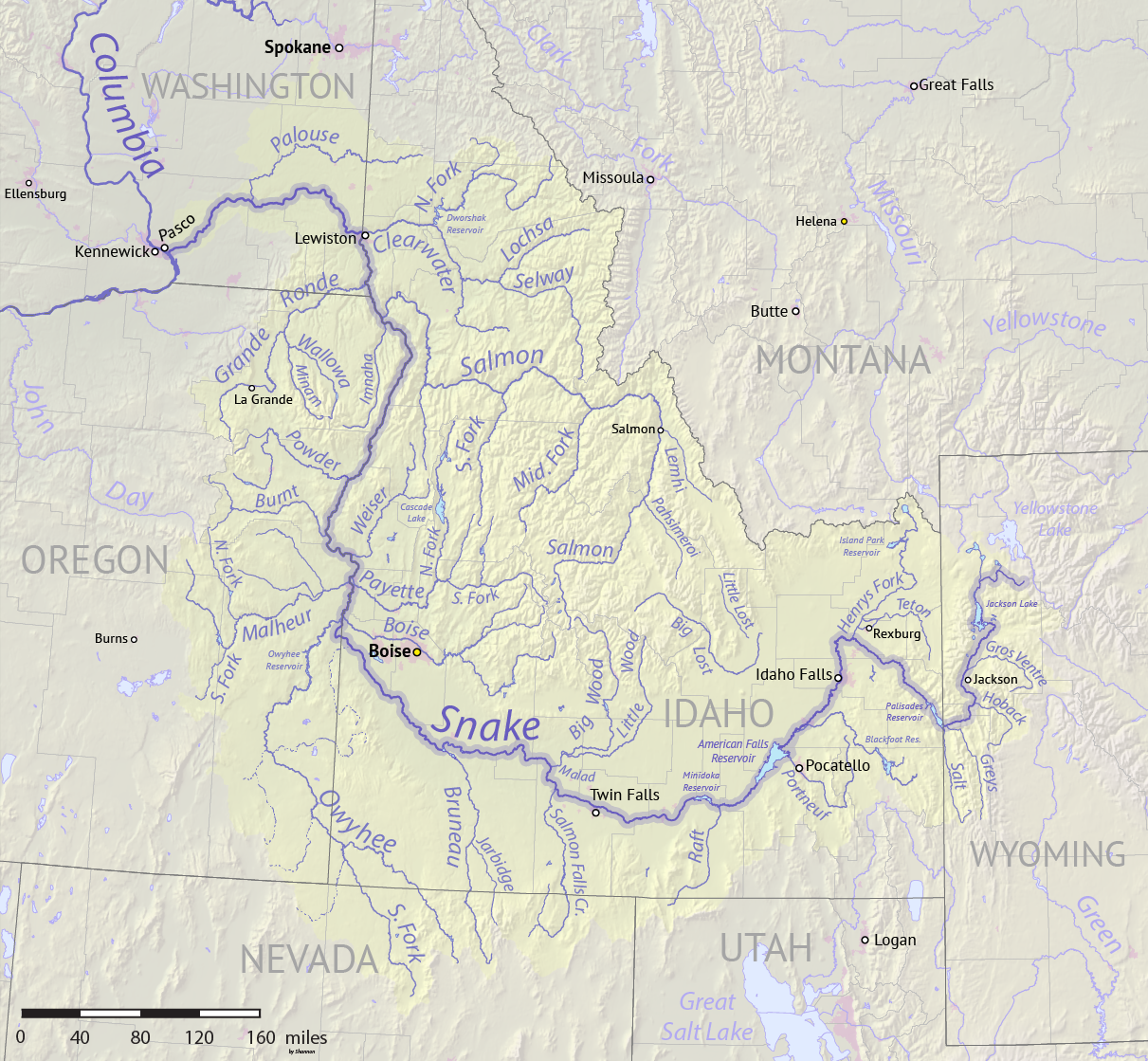
Mapa del río Snake donde aparece American Falls sobre el curso medio-alto del río

American Falls se encuentra ubicado en las coordenadas 42°46′52″N 112°51′20″O / 42.78111, -112.85556. Según la Oficina del Censo, la localidad tiene un área total de 4 km² (1,5 mi²), de la cual 4 km² (1,5 mi²) es tierra y 0 km² (0 mi²) (0.0%) es agua.

## Demografía
En el 2000 la renta per cápita promedia del hogar era de $30,955, y el ingreso promedio para una familia era de $35,435. En 2000 los hombres tenían un ingreso per cápita de $27,317 contra $21,209 para las mujeres. El ingreso per cápita para la localidad era de $12,891. Alrededor del 17.3% de la población estaba bajo el umbral de pobreza nacional.